# Präventiver Journalismus
Präventiver Journalismus hat die Intention, Gesellschaft wie Politik frühzeitig, in einem prospektiven Sinn, auf dringende soziale Probleme hinzuweisen. Er sieht sich als eine Art gesellschaftliches Frühwarnsystem.

## Definition und Abgrenzungen zu anderen Genres
Eine Definition des Begriffs Präventiver Journalismus liefert der amerikanische Journalist Michael O’Neill, der von 1972 bis 1985 Redakteur der New York Daily News und später Präsident der Amerikanischen Gesellschaft der Zeitungsredakteure war:
„Preventive journalism is a journalistic discipline that reports on urgent social problems at an early stage and on solutions proposed for these problems. It complements traditional investigative journalism and recognizes that journalism can alert government and society to problems before they become crises.“
Der präventive Journalismus hat sich aus dem investigativen Journalismus entwickelt. Die beiden Genres können wie folgt voneinander abgegrenzt werden: „Beschäftigt sich der investigative Journalist mit denjenigen Kindern, die schon längst in den Brunnen gefallen sind, so hat der präventive Kollege die Aufgabe, das Brunnenloch vorab zu identifizieren und dafür zu sorgen, dass es möglichst versiegelt wird, bevor ein Kind überhaupt hinein fallen kann.“
Demnach hat präventiver Journalismus – über den investigativen Journalismus hinaus – auch Schnittmengen mit dem lösungsorientierten Journalismus. Der Medienwissenschaftler Christoph Fasel sieht zudem Gemeinsamkeiten mit dem Nutzwertjournalismus. Auch der positive Journalismus verfolgt ähnliche Absichten wie der präventive Journalismus.

## Sonstiges/Verbreitung
Der ehemalige UN-Generalsekretär Kofi Annan betonte in eine Rede im Jahr 1996 die Notwendigkeit von präventivem Journalismus für ein funktionierendes Gemeinwesen – ohne jedoch Details einer solchen Form des Journalismus näher zu benennen. Als ein gutes Beispiel für präventiven Journalismus kann ein dreiteiliger Bericht über öffentliche Schulen in Washington D.C. von Dan Keating und V. Dion Haynes dienen. Die Beiträge lieferten neben einer Problembeschreibung auch konkrete Verbesserungsvorschläge im lösungsorientierten Sinn.